# Armolodia
Armolodia è una teoria musicale sviluppata dal sassofonista jazz Ornette Coleman.
Associata in prima istanza all'avanguardia jazzistica e al movimento del free jazz, l'armolodia cerca di liberare il brano musicale da qualsiasi centro tonale, permettendo progressioni armoniche indipendenti dalla tradizionale nozione europea di 'tension' e 'release'.
L'armolodia può essere definita come un'espressione musicale in cui armonia, movimento del suono e melodia hanno uguale valenza. L'effetto di insieme è quello di un'immediata apertura del brano, senza costrizioni dovute a limitazioni tonali, schemi ritmici o regole armoniche.